# Łagów (powiat świebodziński)
Łagów (Łagów Lubuski, niem. Lagow) – wieś w Polsce, położona w województwie lubuskim, w powiecie świebodzińskim, w gminie Łagów, na północ od szosy E30, na terenie Łagowskiego Parku Krajobrazowego.

## Informacje ogólne
Wieś jest siedzibą gminy. W latach 1975–1998 miejscowość należała administracyjnie do województwa zielonogórskiego.
Łagów prawa miejskie posiadał w latach 1808–1931. Obecnie jest miejscowością wypoczynkową i turystyczną, usytuowaną nad dwoma jeziorami Pojezierza Łagowskiego: Trześniowskim (186 ha) i Łagowskim (82 ha). Jej najstarsza część położona jest na przesmyku między tymi jeziorami. W Łagowie znajduje się zamek joannitów.

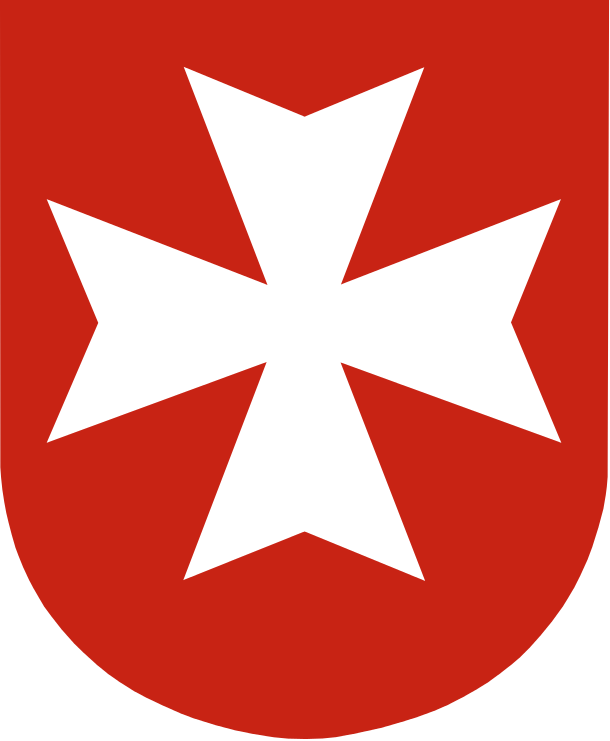
Herb gminy Łagów, bazujący na dawnym herbie miasta Łagów

## Integralne części wsi
| SIMC    | Nazwa      | Rodzaj     |
| ------- | ---------- | ---------- |
| 0911440 | Czernichów | przysiółek |

## Symbole
- Nieoficjalny herb Łagowa przedstawia czerwoną tarczę herbową oraz biały krzyż maltański, używany przez zakon joannitów w Łagowie. Takie same krzyże znajdują się na wieży zamku.
- Flaga wsi przedstawia herb Łagowa, na białym polu. Flagę można zobaczyć na wieży Zamku Joannitów.
- Dewizą wsi jest Perła Ziemi Lubuskiej, oznaczająca, że Łagów jest najładniejszą miejscowością tego regionu.

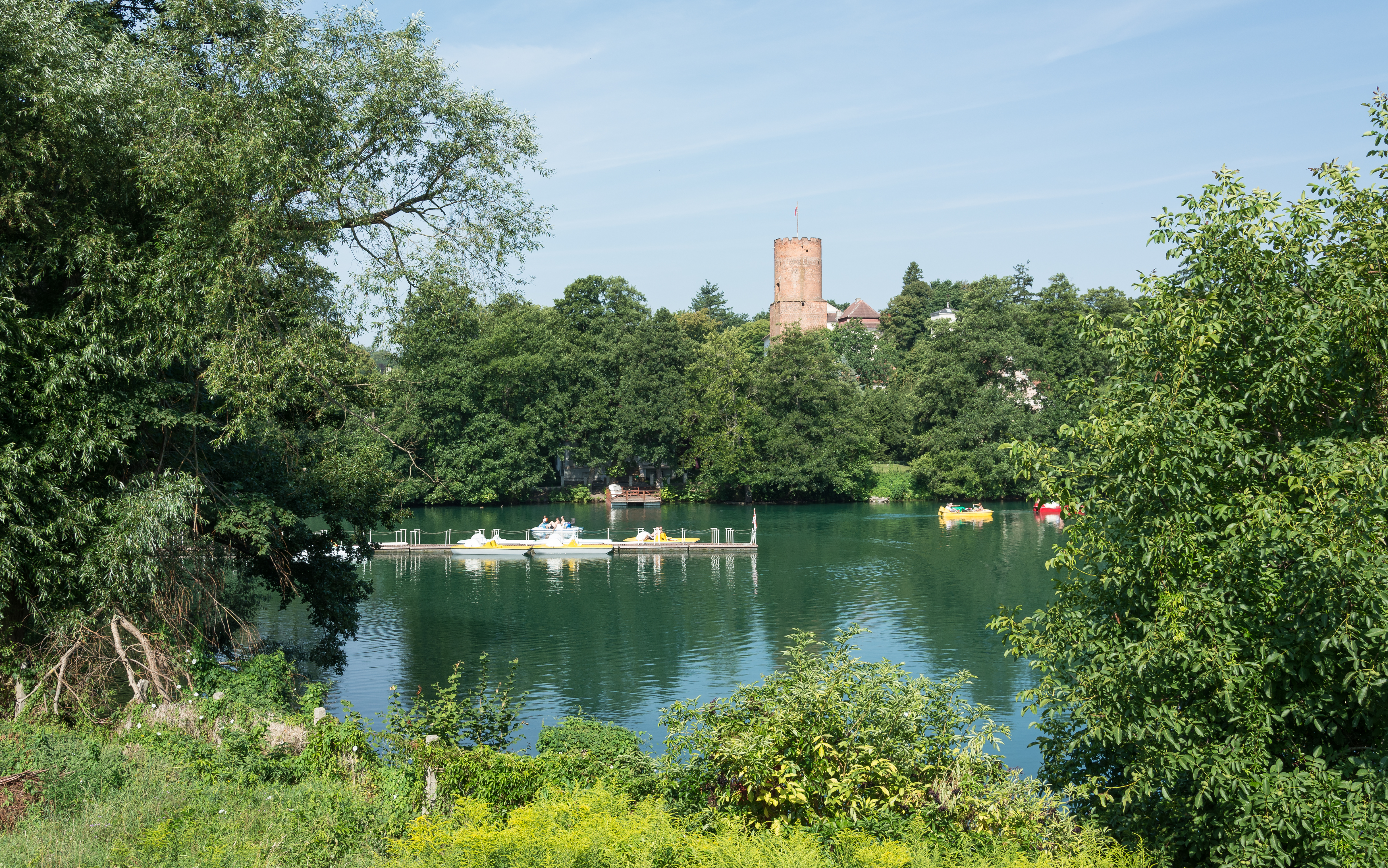
Jezioro Trześniowskie i zamek joannitów

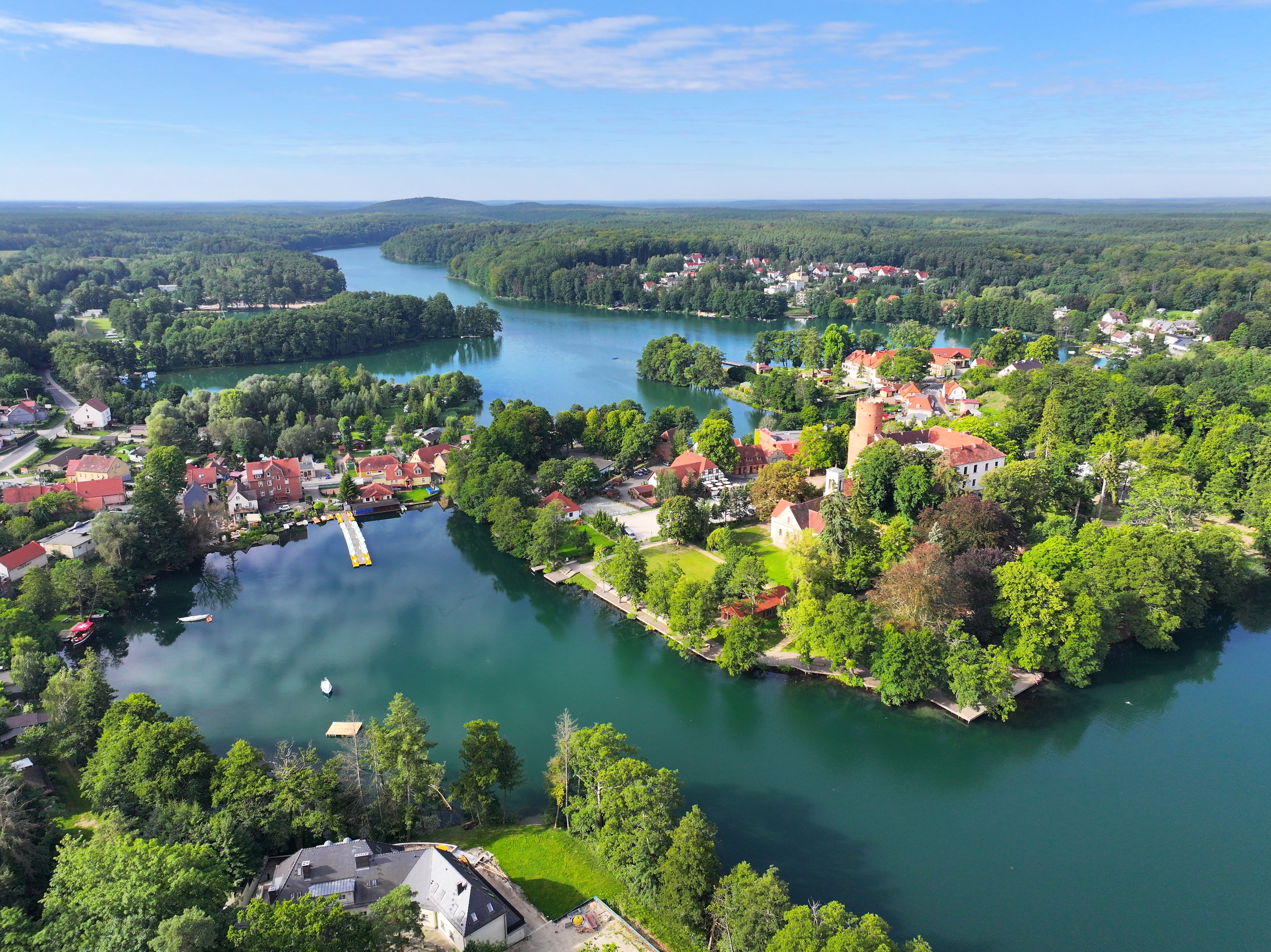
Widok z powietrza

- Miejscowość posiada również swój hejnał autorstwa Czesława Grabowskiego, który od 28 lutego 2017 roku codziennie jest odtwarzany o godzinie 12 z wieży kościelnej[7][8]

## Jeziora
Na terenie wsi Łagów znajdują się dwa jeziora: Łagowskie i Trześniowskie (Ciecz). Łączy je przesmyk znajdujący się w centrum wsi.

## Odległości
Odległości od innych miast Polski (w linii prostej od centrum):
- Zielona Góra – 46 km
- Gorzów Wielkopolski – 45 km
- Świebodzin – 18 km
- Sulęcin – 17 km
- Słubice – 49 km.

## Historia

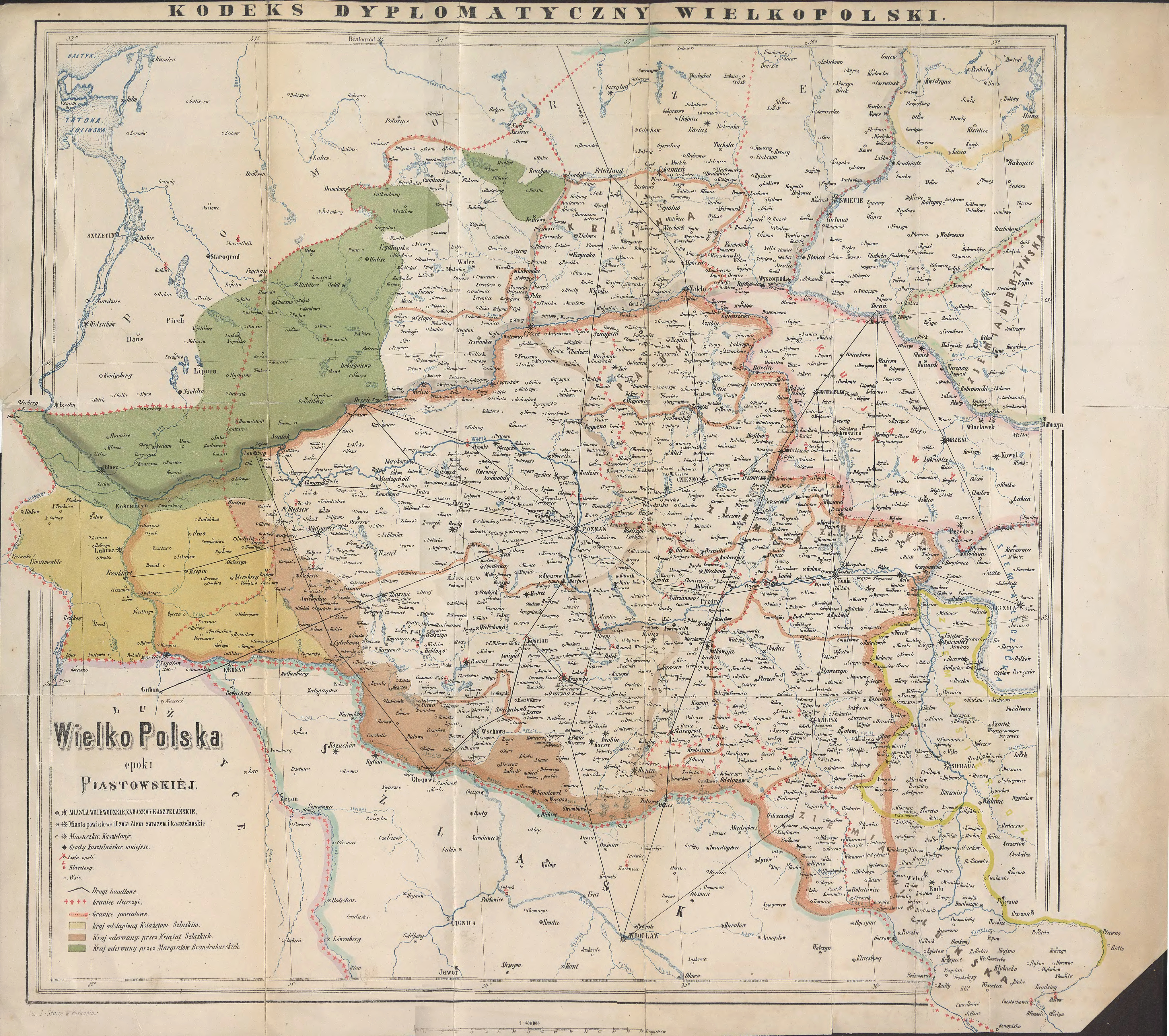
Łagów na historycznej mapie Wielkopolski sporządzonej w 1888 według danych zaczerpniętych z Kodeksu dyplomatycznego

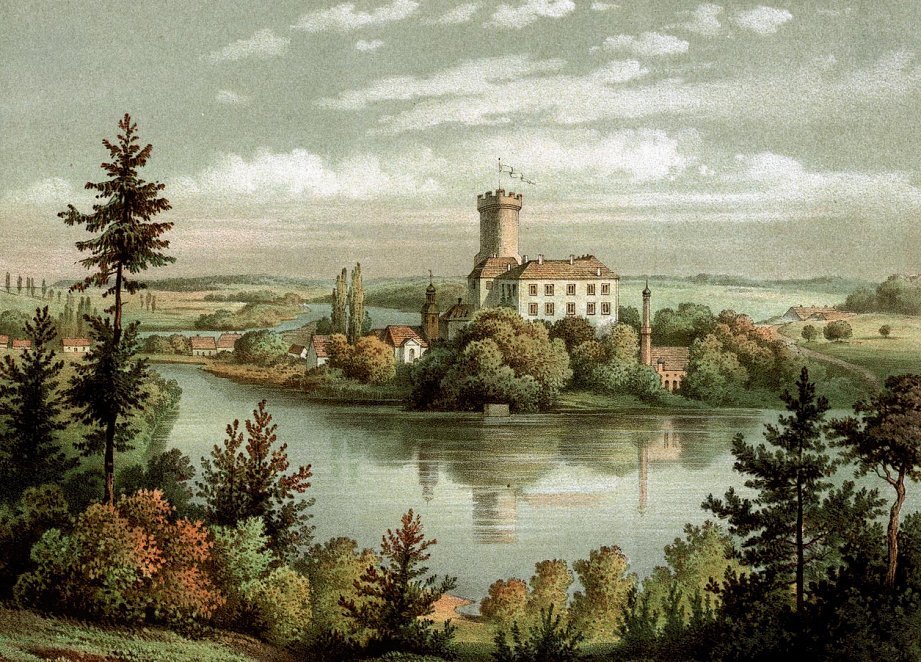
Łagów na litografii z drugiej połowy XIX wieku

Dawna historia Łagowa związana jest z osadą kultury łużyckiej na Sokolej Górze położonej na zachód od jeziora Trześniowskiego, według potwierdzonych źródeł zasiedlonej w 1220 roku.

### Własność zakonów
Pierwsze zapisane informacje o tym przysiółku pochodzą z 1251. Pierwotnie wieś była własnością templariuszy, a od 1285 była siedzibą komandorii tego zakonu. W 1300 osada została przejęta przez panów brandenburskich, oraz tego samego roku sprzedana Albertowi von Klepitz przez trzech margrabiów. Niedługo potem margrabia rządzący tamtymi terenami sprzedał Łagów zakonowi joannitów, który miał największy wpływ na rozwój wsi. Wkrótce zakon joannitów obejmował już pobliskie wioski (Wielowieś, Sieniawa, Boryszyn, Templewo, Sulęcin). Przed wybudowaniem zamku w Łagowie mieściła się siedziba komandorii zakonu. Budowę zamku rozpoczęto w XIV wieku. Zamek został postawiony na wzgórzu. W latach 1758 i 1842 wieża zamku została uszkodzona przez pożary.

### Panowanie innych krajów

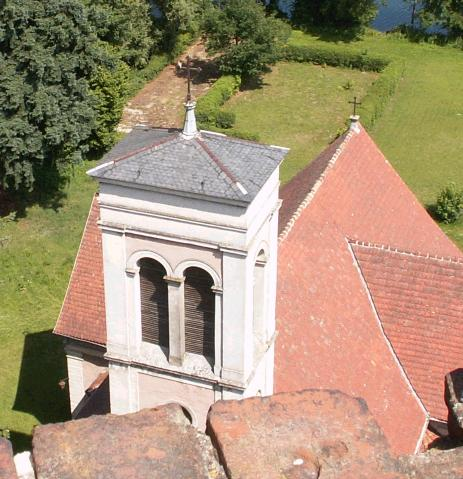
Kościół pw. św. Jana Chrzciciela

W 1640 wieś została zajęta przez Szwedów oraz niedalekich Brandenburczyków. Jedne z najlepszych czasów dla Łagowa było panowanie Krystiana Ludwika, który dał wsi prawo do pobierania akcyzy oraz urządzanie jarmarków (Jarmark Joannitów). Łagów miał prawa do przyjęcia praw miejskich i stało się to w 1727. Ostatnim margrabią rządzącym Łagowem był Fryderyk von Hessen-Philippsthal. W 1819 zamek został nadany rodzinie Zastrow, zaś teren miasta przechodził z rąk do rąk. W 1895 w Łagowie urodził się Gerhard Domagk, niemiecki biochemik, laureat Nagrody Nobla w dziedzinie fizjologii lub medycyny z 1939.
Jednym z ważniejszych wydarzeń gospodarczych była budowa linii kolejowej Toporów – Międzyrzecz w 1909, ze stacją w Łagowie. Obecnie linia kolejowa jest czynna na odcinku Toporów – Łagów – Sieniawa Lubuska w ruchu towarowym. Mimo tego miasto nie rozwinęło się i ze względu na niewielkie rozmiary (w 1905 roku liczyło 428 mieszkańców) 16 maja 1931 Łagów utracił prawa miejskie. Dzięki połączeniu zaczął zaznaczać się jednak wzrost roli Łagowa jako ośrodka wypoczynkowego.

### Czasy współczesne
W 1945 niezniszczona poważnie miejscowość została włączona do Polski. Jej dotychczasowych mieszkańców wysiedlono do Niemiec. Mimo głębokich zmian Łagów utrzymał swoją rekreacyjną funkcję, potwierdzoną budową ośrodków wypoczynkowych.

## Zabytki

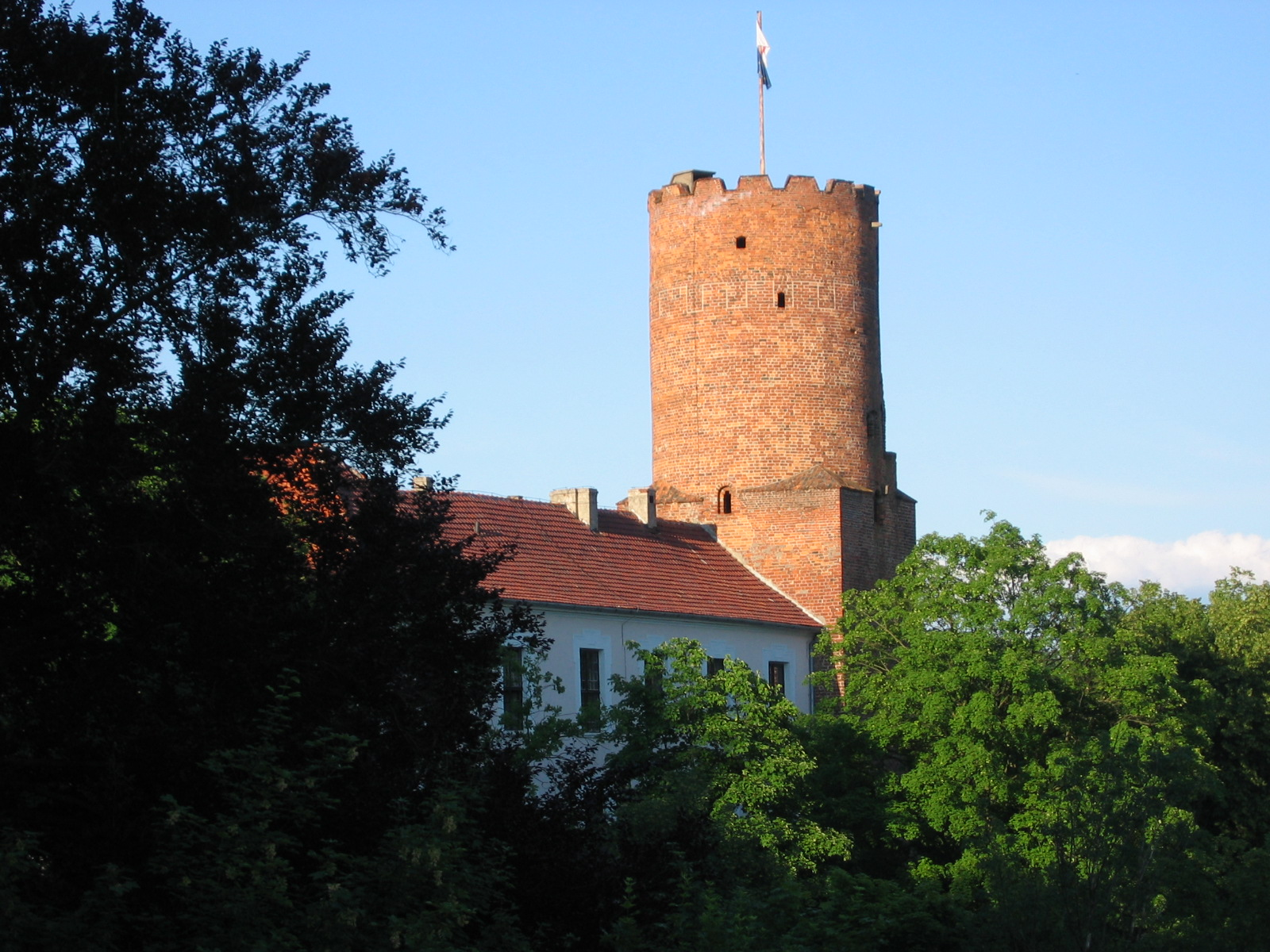
Zamek joannitów

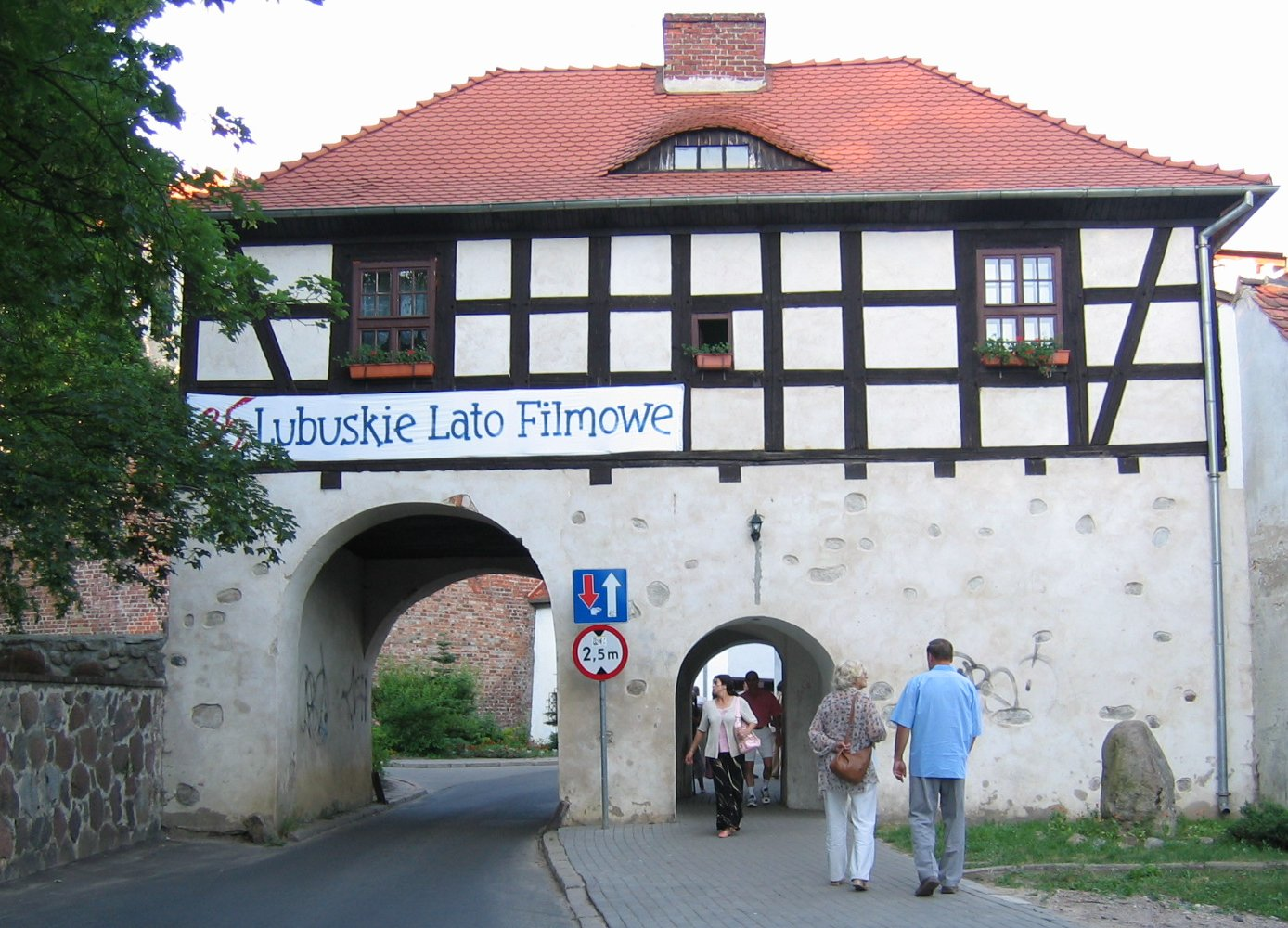
Brama Marchijska

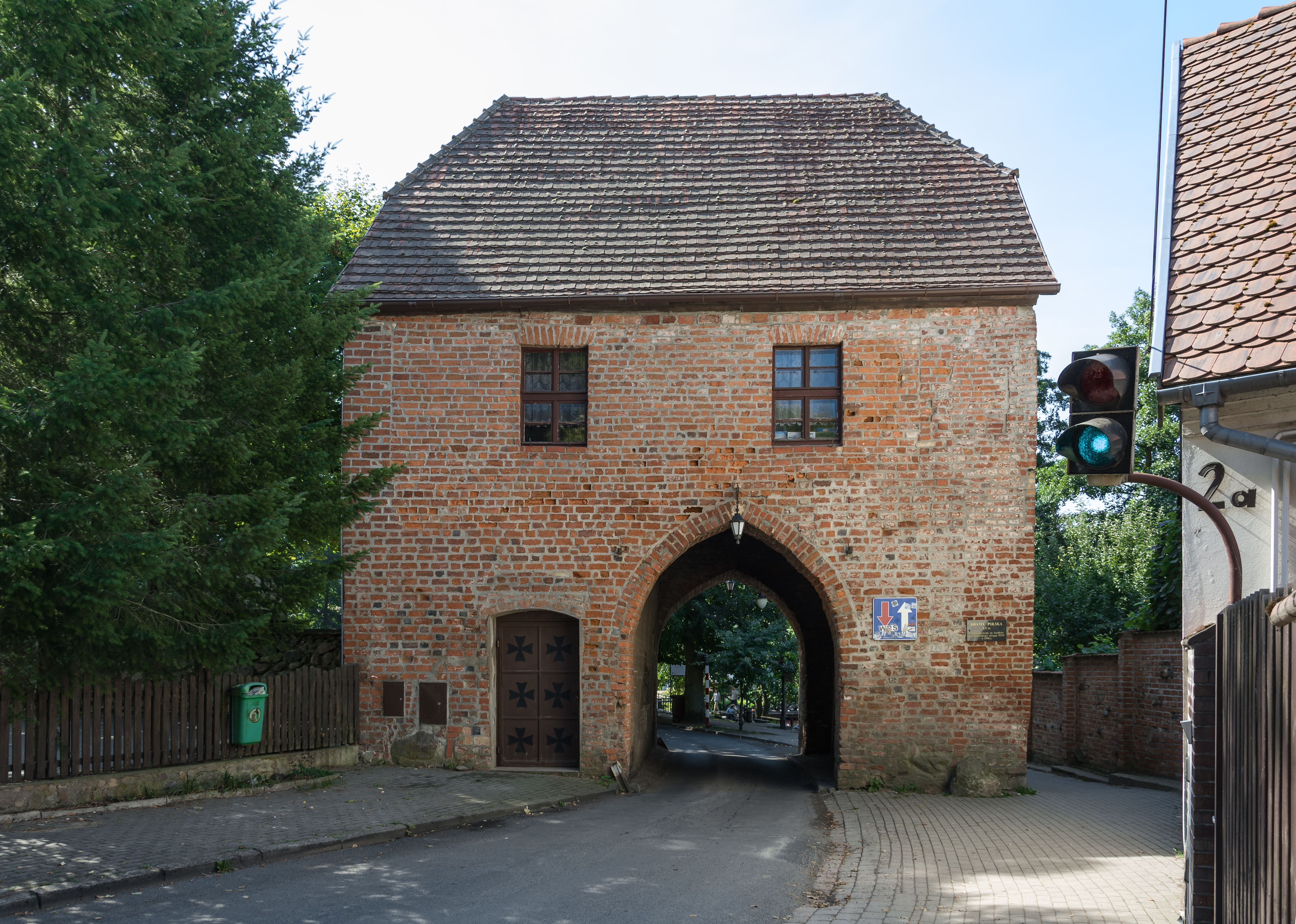
Brama Polska

Do wojewódzkiego rejestru zabytków wpisane są:
- zespół urbanistyczno-krajobrazowy
- kościół parafialny pod wezwaniem św. Jana Chrzciciela, z XIX wieku, przebudowany w 1876
- zespół zamkowy z murami obronnymi, z XIV wieku
  - zamek joannitów, założony na planie czworoboku z narożną, wysoką na 35 metrów wieżą. Wewnątrz sala gotycka ze sklepieniem wspartym na jednym filarze i sala z barokowym kominkiem z około 1740. Obecnie hotel.
- Brama Marchijska, zwana też Niemiecką lub Berlińską, murowano-szachulcowa, pochodząca z XVI-XVIII wieku, druga brama obronna Łagowa. W dolnej części murowana, w górnej szachulcowa,
- Brama Polska, zwana też Poznańską, murowano-szachulcowa, jedna z obronnych bram Łagowa pochodząca z XV wieku, przebudowana w XVI wieku,
- dom przy ul. Bolesława Chrobrego 13, z XVIII wieku
- dom przy ul. Bolesława Chrobrego 41, szachulcowy, z XVIII/XIX wieku
- dom przy ul. Kościuszki 9, z częścią gospodarczą, z XVIII wieku
- willa „Zameczek”, ul. Sulęcińska 11, z początku XX wieku, przebudowana w latach 1960–1970
- dom przy ul. Zamkowej 4 w Łagowie, z XVIII wieku.

## Transport kolejowy

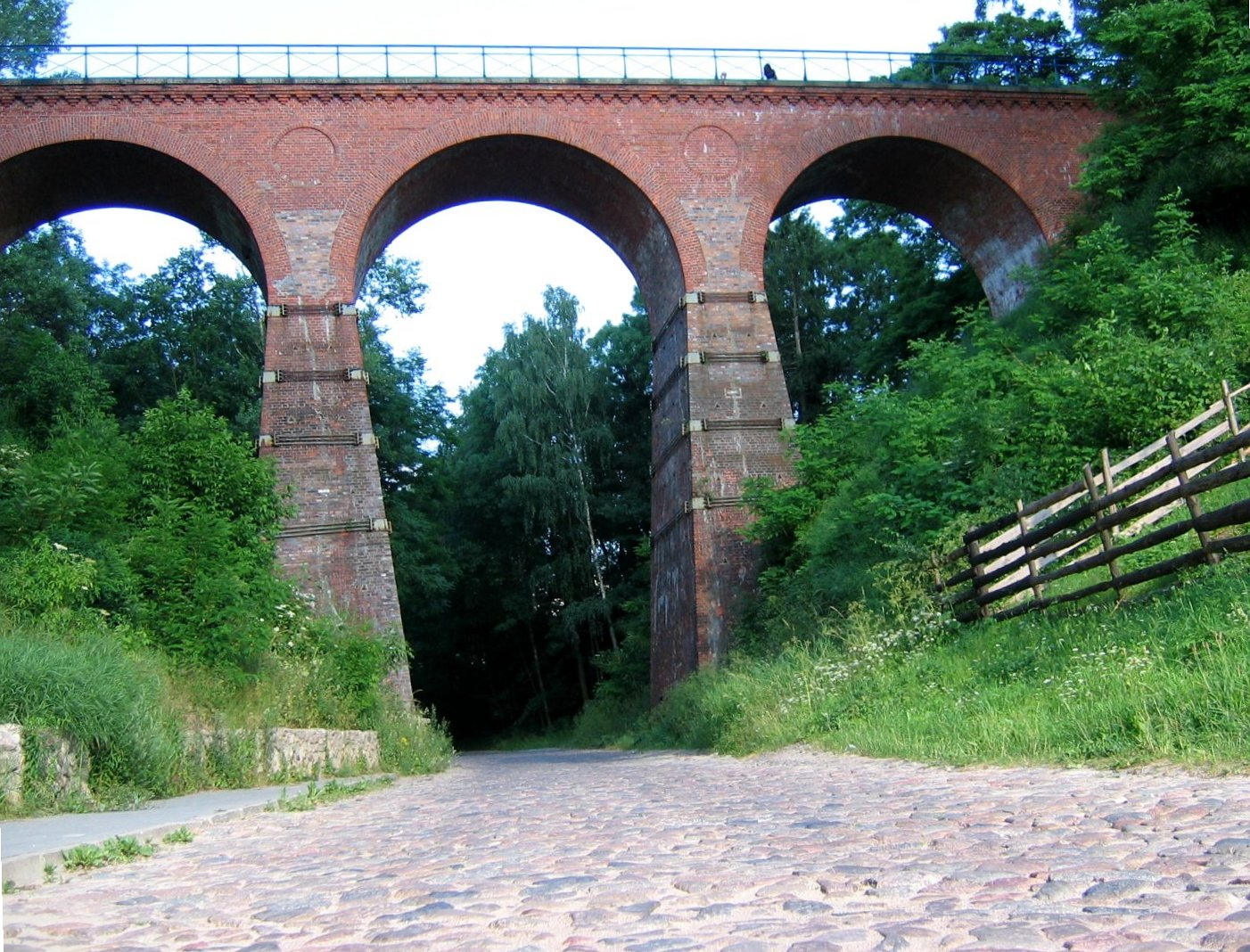
Wiadukt

W latach 1907–1909 wybudowano linię kolejową z Toporowa do Międzyrzecza. Łączyła ona powstałe już wcześniej linie kolejowe Frankfurt – Poznań (1870) i Międzyrzecz – Międzychód (1887). Uroczyste otwarcie linii kolejowej nastąpiło w dniu 1 sierpnia 1909. Z powodu urozmaiconej rzeźby terenu, budowniczowie łagowskiej kolei często stawali przed dużymi problemami. Widoczne ślady rozwiązań inżynieryjnych to liczne nasypy, wykopy i wiadukty. Najciekawszą jednak budowlą jest znajdujący się w Łagowie wiadukt rozpięty nad drogą do Żelechowa (ul. Mostowa). Wiadukt powstał w 1909. Różnica między powierzchnią drogi a poziomem torów wynosi 25 m. Cały wiadukt ma długość 40 m. Obiekt został zbudowany z cegieł, tylko kapinosy, na których wspierają się metalowe barierki, wykonano z granitu. Obiekt znakomicie wpisuje się w krajobraz historycznego miasta, tworząc trzy łuki nad przebiegającą pod nim drogą. Z wiaduktu w kierunku zachodnim roztacza się widok na zamek i centralną część miejscowości. W północnej części miejscowości (ul. Dworcowa) znajduje się łagowska stacja kolejowa. Obecnie linią kolejową odbywają się sezonowe przejazdy kolejowe do Zbąszynka oraz Zielonej Góry i z powrotem. Przejazdy te obsługuje Polregio.

## Imprezy
- Lubuskie Lato Filmowe – najstarszy polski festiwal filmowy (od 1969)
- Plenery Malarskie ZPAP
- Dni Łagowa
  - Biegi Uliczne Łagowskiego Lata – część Dni Łagowa
- Flamenco na Zamku – konkurs tańca
- Rock Blues i Motocykle – zlot motocyklowy organizowany co roku w lipcu przez klub 96MC Poland
- Maluchowa Majówka – zlot polskich Fiatów 126p

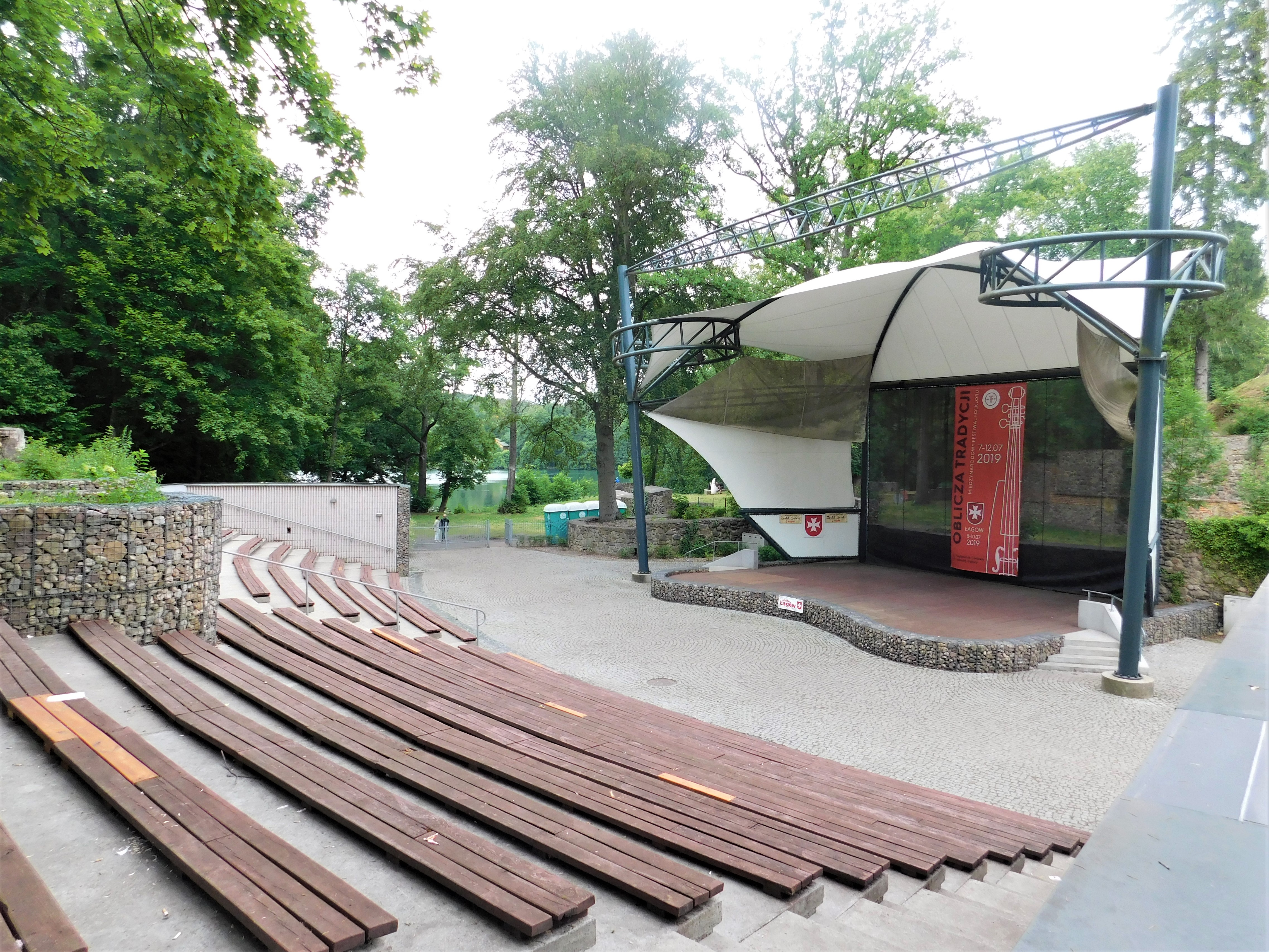
Amfiteatr
W parku krajobrazowym sąsiadującym z zamkiem nad Jeziorem Trześniowskim amfiteatr z 1969. W amfiteatrze nad Jeziorem Trześniowskim co roku odbywają się pokazy filmów – Lubuskie Lato Filmowe.

## Sport
Od 2006 w Łagowie funkcjonuje piłkarski Klub Sportowy „Iskra” Łagów. Do sezonu 2021/2022 klub występował dwukrotnie na poziomie A-klasy, dwukrotnie na poziomie C-klasy oraz 11-krotnie na poziomie B-klasy.

## Wspólnoty wyznaniowe
- Kościół rzymskokatolicki:
  - parafia św. Jana Chrzciciela
- Świadkowie Jehowy
  - zbór (Sala Królestwa)[13]